# Intertec Superbrain
El Intertec Superbrain fue un microcomputador comercial "todo en uno”, vendido por Intertec a partir de 1979. La máquina corría el sistema operativo CP/M 2.2 y era algo inusual porque usaba dos CPUs Z80, la principal trabajaba a 4MHz, la secundaria era usada como controladora de discos. Se montaba en una carcasa tipo terminal que incluía un teclado de 80 teclas, el monitor y las unidades de disco externas, mientras en su interior disponía de 16 Kb de memoria RAM, ampliables a 64Kb, y 2Kb de memoria ROM, junto a dos puertos serie RS232 y un bus Z80 de 40 pines, opcionalmente existía un adaptador para el bus S-100. En 1983 la máquina básica se vendía por cerca de 2.000 Dólares.
Existían algunas variantes, incluyendo los modelos de Superbrain II (aparecido en 1982), Superbrain II Jr., "QD" (Quad Density disk drives) y "SD" (Super Density).
El Superbrain es conocido por haber sido el terminal de usuario de la primera conexión Kermit en 1981.
La máquina era práctica y muy útil en el entorno de oficina, pero estaba algo limitada hasta la llegada de los primeros discos duros de 5 MB, que se instalaban en una de las bahías de la unidad de disquete. Este disco fue reemplazado pronto por otro Winchester de 10 MB, eliminando las limitaciones de programación y almacenamiento del momento.

## Modelos
| Modelo            | Procesador | Unidades de disco                    | Velocidad de reloj |
| ----------------- | ---------- | ------------------------------------ | ------------------ |
| 10 (Compustar)    | Z80        | No disponía, era un terminal clásico | 4 MHz              |
| Jr                | Z80        | 170Kb                                | 4 MHz              |
| QD (Quad Density) | Z80        | 340Kb                                | 4 MHz              |
| SD                | Z80        | 780Kb                                | 4 MHz              |

## Periféricos
- DSS-10: disco duro Winchester de 10Mb.
- CDC: Disco duro extraíble combinado, fijo de 80Mb y extraíble de 16Mb.
- Priam: Disco duro Winchester de 14" con 144Mb.

## Programas de aplicación
- Microsoft Basic
- Ensamblador 8080
- Microsoft Cobol 74